# حوت أولي
الحوت الأولي (الاسم العلمي:†Protocetus) هو جنس من الثدييات المنقرضة يتبع فصيلة الحيتان الأولية من رتبة مزدوجات الأصابع.